# Kate St John
Kate St John, nata Katharine Elinor Margaret St John (Londra, 2 ottobre 1957), è una polistrumentista, compositrice e arrangiatrice britannica.

## Biografia
Dopo gli studi musicali classici, conseguì la laurea alla City University e formò il suo primo gruppo musicale, The Ravishing Beauties, con due compagni di studi, Virginia Astley e Nicky Holland. Il trio aprì i concerti dei Teardrop Explodes a Liverpool durante l'inverno del 1981 e in una serie di date in piccoli club nei tour effettuati nel Regno Unito nei primi mesi del 1982.
In quell'anno la St John incontrò il cantante e compositore Nick Laird-Clowes e il tastierista Gilbert Gabriel, che in quel momento si esibivano sporadicamente in duo con il nome The Politics of Paradise, e insieme decisero di formare un trio, The Dream Academy con il quale due anni dopo raggiunsero il successo mondiale con i singoli Life in a Northern Town, The Love Parade e con il primo omonimo album, co-prodotto da David Gilmour, commistione suggestiva tra il folk-rock e il dream pop dove suonava strumenti sino ad allora piuttosto inconsueti nella musica pop come oboe, corno inglese, fisarmonica e sassofono. Dopo altri due album di minore successo (Remembrance Days e A Different Kind of Weather), il gruppo si sciolse nel 1991.
Negli anni '90 la St John collaborò con Van Morrison suonando l'oboe e il sassofono in cinque suoi album e accompagnando il suo gruppo nei tour dal vivo. Nel 1994 compose e cantò quattro brani dell'album The Familiar di Roger Eno per l'etichetta All Saint, e con lui formò il gruppo Channel Light Vessel, con Bill Nelson, Laraaji e Mayumi Tachibana. Ha suonato e arrangiato archi e fiati per molti altri artisti, tra i quali Julian Cope, The Waterboys, Damon Albarn, Marianne Faithfull, Strawberry Switchblade, i Blur e Morrissey. Come solista ha realizzato, anche producendoli, due album, Indescribable Night (1995) e Second Sight (1997).
A partire dal 2005 si specializza come direttrice musicale in molti spettacoli tributo per diversi artisti, inclusi il tributo a Nick Drake Way To Blue con Joe Boyd (che arrivò anche in Italia), quello a Nino Rota per il film Amarcord di Federico Fellini con Hal Willner al Barbican Centre, quello al cantante folk Ewan MacColl, e il concerto "Imagining Ireland" svolto alla National Concert Hall a Dublino e alla Royal Festival Hall di Londra del 2016. In quello stesso anno si riunì con Nick Laird-Clowes, con il quale fece un tour in Giappone e, nel 2017, eseguì tredici brani del repertorio storico dei Dream Academy in versione acustica nel Galles.
Sposatasi una prima volta con Sid Griffin, sposò in seguito il compositore Neill MacColl, con il quale lavorò come arrangiatrice e produttrice musicale esecutiva in alcuni film, tra i quali Questione di tempo (2013), Via dalla pazza folla (2015), La ragazza dei tulipani (2017), Rachel (2017) e L'ospite (2018).

## Discografia

### Solista
- 1995 – Indescribable Night
- 1997 – Second Sight